# Laurence Marchal
Laurence Marchal (30 september 1990) is een Belgisch voetbalspeelster. Ze speelde als middenvelder voor Anderlecht in de BeNeLeague.

## Statistieken
| Seizoen | Club            | Land   | Competitie | Wedstrijden | Doelpunten |
| ------- | --------------- | ------ | ---------- | ----------- | ---------- |
| 2008/09 | WB Sinaai Girls | België | FDW        |             | 3          |
| 2012/13 | Anderlecht      | België | BEL        | 22          | 0          |
| Totaal  | Totaal          | Totaal | Totaal     | 22          | 3          |

Laatste update: september 2020